# AJ·李
愛波爾·珍妮特·曼德茲（英語：April Jeanette Mendez)，出生于1987年3月19日。為美國作家以及退休的職業摔角選手，以在WWE時期的擂台名AJ·李（英語：AJ Lee）而聞名。
2015年4月3日，WWE證實AJ以選手身分引退。

## 個人資料
最喜愛的顏色:綠色。
最喜愛的電影:500 Days of Summer、The Dark Knight、The Matrix。
最喜愛的電視節目:Buffy the Vampire Slayer、Parks and Rec、30 Rock、X檔案。
最喜愛的書籍:真理之劍。
最喜愛的電動玩具:潛龍諜影系列、Final Fantasy X、Resident Evil、Mortal Kombat、蝙蝠俠：阿卡漢城市。
最喜愛的漫畫:薩迦 (文學)、Matt Fraction's Hawkeye、Karl Kesel & Terry Dodson's Harley Quinn、Rachel Rising。
最喜愛的動漫:星際牛仔、犬夜叉。

## 出場樂
Tyler Van den Berg - Right Now(2010-2011)
Kari Kimmel - Let's Light It Up (2012-2015)

## 衛冕紀錄
AJ Lee在2013年6月16日由世界摔角娛樂所舉辦的絕命復仇比賽中，從Kaitlyn的手上贏得WWE麗人冠軍。
於2014年4月7日在Raw被新進的Diva Paige奪走WWE麗人冠軍，最終創下295天的衛冕紀錄，且成為WWE麗人冠軍最長連任時間保持人。
於2014年6月30日在Raw回歸，並從Paige手上拿回冠軍腰帶。
於2014年8月17日在夏日衝擊被Paige奪走WWE麗人冠軍。
於2014年9月21日在冠軍之夜從Paige手上奪回冠軍腰帶。
於2014年11月23日在強者生存被Nikki Bella奪走冠軍腰帶。
於2015年9月14日被Nikki Bella打破紀錄，Nikki Bella成為WWE麗人冠軍最長連任時間保持人，一共301天。
在AJ Lee的摔角事業中，AJ曾是三次的WWE麗人冠軍。

## 常用招式
- Christo(早期)
- Shining Wizard
- Spinkick
- Neckbreaker
- Clothesline
- Front Dropkick
- Black Widow(關節技)

### 職業生涯紀錄
世界摔角娛樂
- WWE Divas 冠軍 (3次)
- WWE Divas of year (2次)
- WWE Raw總經理 (1次)

FCW ( Florida Championship Wrestling )
- FCW Diva 冠軍 (1次)
- FCW 女王 (1次)

WSU ( Women Superstars Uncensored )
- WSU 雙打冠軍 (1次) – w/ Brooke Carter
- WSU/NWA 擂台之王、擂台之后 2009 年優勝 – w/ Jay Lethal

Pro Wrestling Illustrated
- 2011 年度 50 大女子摔角手第 48 名
- 2013 年度 50 大女子摔角手第  9 名
- 2014 年度 50 大女子摔角手第  2 名
- 2012 ~2014 年 woman of the year

(編寫自f.c style 是個摔角迷)